# Gyepű

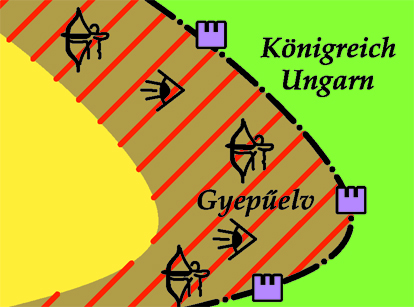
System gyepű z wewnętrznymi zamkami, granicznymi pustkowiami (gyepűelve), obserwatorami i łucznikami

Gyepű – system obrony granic Węgier w okresie średniowiecza. Istniał od X do połowy XIII wieku. Węgierskie słowo „gyepű” pochodzi od tureckiego „yapı” oznaczającego palisadę.

## Historia
Od 899 r. rozpoczęły się najazdy koczowniczych Madziarów na sąsiednie państwo wschodniofrankijskie. W 955 r. Madziarzy zostali pokonani w bitwie na Lechowym Polu przez Ottona I Wielkiego i wyparci na wschód.
Książę Géza rozpoczął po tym budowę państwowości węgierskiej, która przejęła elementy słowiańskiej i frankijskiej administracji. Proces ten kontynuowano za jego syna Stefana I. Podstawą organizacji państwa były komitaty. Stefan I utworzył 44. Na czele komitatu stał powoływany przez króla żupan (łac. – comes). 23 z pierwszych 44 komitatów były komitatami granicznymi. Żupani komitatów granicznych nosili określenie comes confiniorum (patrz: markgraf), a siedzibą ich była stolica komitatu. Mieszkańcy komitatów dzieli się na wolnych i poddanych. Żupanowie byli wspierani przez funkcjonariuszy publicznych takich jak jobagionowie i strażnicy graniczni (łac. – custodes). Jobagionowie i strażnicy graniczni byli osiedlani wraz z rodzinami w tzw. „dziesiątkach”, jednostkach przejętych od węgierskich nomadów.

## System gyepű
Budowa węgierskiego organizmu państwowego wymagała ochrony granicy działającej na zewnątrz, która została urządzona na sposób węgierskich nomadów. System gyepű chronił z jednej strony wnętrze terytorium węgierskiego od zewnątrz, a z drugiej poszczególne terytoria plemienne od siebie.
Był to system wielu następujących po sobie granicznych linii obronnych z zamkami ziemno-drewnianymi i osiedlami strażników granicznych w miejscach, które były najłatwiejsze do obrony. Między nimi leżały trudne do przebycia i słabo zaludnione pustkowia (gyepűelve). Pasy pustkowi miały szerokość od 10 do 40 km. Najbardziej wewnętrzna linia tworzyła granicę osadnictwa. Jednakże już za Arpadów pustkowia były stopniowo zasiedlane.
Na obszarze gyepű działali strażnicy służący w straży granicznej. Strażnicy graniczni mieli dwa zadania. Łucznicy (łac. sagittarii) strzegli obszarów granicznych. Zadaniem speculatores była obserwacja wrogich oddziałów. Mniejsze napady były odpierane przez samych strażników, większe były zwalczane również przez załogi grodów. Jeżeli i to było niewystarczające, musiały wkraczać wojska królewskie. W przypadku węgierskiego ataku, graniczne pustkowia stanowiły obszar przemarszu, a zamki służyły jako bazy zaopatrzeniowe. Strażnicy graniczni należeli do wolnych ludzi komitatu. Łacińskie określenia dowódców strażników granicznych to decurio lub centurio, a węgierskie ich określenia się nie zachowały. Decurioni i centurioni otrzymywali rozkazy od żupana.
Od połowy XIII w. gyepű stopniowo zanikały. Zwłaszcza nieudana obrona w czasie najazdu mongolskiego 1241 r. pokazała, że system jest już przestarzały. W miejsce gyepű zaczęły powstawać murowane zamki.

## Zachodniowęgierskie gyepű

Herb miasta Oberwart przedstawiający strażnika granicznego między dwoma zamkami Bernstein i Güssing.

Zachodniowęgierski graniczny obszar obronny powstał po pokonaniu Węgrów przez króla państwa wschodniofrankijskiego Ottona I Wielkiego w bitwie na Lechowym Polu w 955 r. Gyepű służyły w tym regionie do obrony przeciw napadom Niemców od zachodu. Strefa gyepű wzdłuż lądowej granicy z państwem wschodniofrankijskim była podzielona na dwie części. Wewnętrzną linię tworzył łańcuch zamków ziemno-drewnianych od Oroszváru (obecnie dzielnica Bratysławy – Rusovce) przez Vasvár na południe. Ta linia obronna została umocniona wałami i palami. Zewnętrzną linię stanowiły graniczne pustkowia na zachodzie z nieprzebytymi lasami, bagnami i terenami zalewowymi, które rozciągały się między Muraszombat (obecnie Murska Sobota w Słowenii) a Regede (obecnie Bad Radkersburg w Styrii). Duża część dzisiejszego Burgenlandu leżała na obszarze gyepűelve. 
Wewnętrzna linia obronna z zamkami ziemno-drewnianymi na zachodniej granicy Węgier przebiegała wzdłuż Raby. Przed nią zostali osiedleni strażnicy wzdłuż biegu Pinki, Lafnitz, Strembachu i Zickenbachu. Osiedla strażników były zasiedlone przede wszystkim przez Węgrów. Na zachodniej granicy do gyepű zostały włączone prehistoryczne grodziska (np.: Burg i Purbach), a także chronione palisadami umocnienia Słowian, m.in. Zalavár, zamek Devín czy zamek w Bratysławie. Oprócz tego Węgrzy wybudowali też nowe zamki ziemno-drewniane, jako zamki komitackie w Sopronie, Mosonie czy Sárvárze.
Wiele burgenlandzkich miejscowości, jak na przykład Pöttsching (węg. Pecsenyéd), Oberpullendorf (węg. Felsőpulya), Oberwart (węg. Felsőőr) i Mischendorf (węg. Pinkamiske) powstały z osiedli strażniczych. Węgrzy burgenlandzcy są potomkami strażników zachodniowęgierskiego gyepű. Burgenlandzkie nazwy miejscowości z końcówką „wart” i ich węgierskie odpowiedniki z cząstką „őr”, jak Oberwart (węg. Felsőőr), Unterwart (węg.: Alsóőr) i Siget in der Wart (węg.: Őrisziget) wskazują na miejsca osiedlenia strażników, natomiast nazwy typu Oberschützen (węg. Felsőlövő), Unterschützen (węg. Alsólövő) czy Deutsch Schützen-Eisenberg (węg. Németlövő-Csejke) oznaczają miejscowości, w których żyli ówcześni uzbrojeni strażnicy–strzelcy, na co wskazują niemieckie słowa Schützen i węgierskie lövő. 
Węgierska nazwa gminy Kohfidisch: Gyepűfüzes oznacza również dawne, węgierskie umocnienia graniczne. Osiedla strażników mogły istnieć przez stulecia, a ich mieszkańcy cieszyli się jeszcze do roku 1848 królewskimi przywilejami.

## Literatura
- Endre Marosi: Burgen im österreichisch-ungarischen Grenzraum, Verlag edition roetzer, Eisenstadt 1990
- Hansgerd Göckenjan: Hilfsvölker und Grenzwächter im mittelalterlichen Ungarn, Steiner Franz Verlag, Wiesbaden 1972, ISBN 978-3515007757
- Tagányi Károly: Gyepű és Gyepűelve, (Umocnienia i pustkowia graniczne) w czasopiśmie specjalistycznym Magyar Nyelv 9, w języku węgierskim, Budapeszt 1913
- Ferenc Fodor: Adatok a magyar Gyepűk földrajzához, (Geografia węgierskich gyepű), w języku węgierskim, Budapeszt 1936